# 湘南美容クリニック
湘南美容クリニック（しょうなんびようクリニック）は、初め神奈川県藤沢市から東京都新宿区を中心に全国展開している美容整形、医療脱毛、AGA薄毛治療、審美歯科治療等を提供しているクリニックである。SBCメディカルグループは医療グループで、湘南美容クリニック、湘南歯科クリニック、不妊治療をおこなっている六本木レディースクリニックや神奈川レディースクリニック、レーシック・ICL治療を提供している新宿近視クリニック、総合病院の湘南メディカル記念病院、西新宿整形外科クリニック、オンライン診療のmed.、医療脱毛のリゼクリニックやゴリラクリニックなどがSBCメディカルグループに属している。

## 概要
2000年3月神奈川県藤沢市で、当グループの代表である相川佳之医師が湘南美容外科クリニック藤沢院を1号店として開院させる。翌年の2001年に横浜院が開院、2003年には新宿院と立て続けに開院させ、本院を藤沢から新宿に移動させた。その後、各地域に店舗数を増やし、2024年1月時点では美容整形や医療脱毛を扱う院が全国140院あり、次いで美容歯科治療専門院が8院、AGA薄毛治療専門院が4院、また海外（ベトナム、アメリカ）にもクリニック展開している。さらに、2021年6月1日より、顎顔面・口腔外科に特化した専門医院である「リッツ美容外科」がSBCメディカルグループに加入。2024年9月18日、SBCメディカルグループホールディングスがNASDAQに上場。日本で最大規模の美容医療クリニックである。

## 安全対策
湘南美容クリニックは、毎月行っている安全対策ミーティングを始め、定期的なドクターによる研修や勉強会、BLSヘルスケアプロバイダー（主に医師や看護師、救急隊員など医療従事者を想定した、高度な心肺蘇生法を学ぶコース）の取得などで安全対策を実施している。人工呼吸と胸骨圧迫（心臓マッサージ）の一次救命処置や気道異物の除去、AEDの使用を学ぶ。2人で行う心肺蘇生法、バッグバルブマスクを使った人工呼吸法などの処置を学ぶ。

## 全国のクリニック
※2024年3月現在

### 北海道・東北エリア
- 札幌院
- 札幌大通院
- 仙台院（美容、美容歯科）
- 福島院
- 湘南メディカルクリニック仙台院
- いわき院

### 東京エリア
- 新宿本院
- 新宿南口院
- 高田馬場院
- 銀座院
- 新橋銀座口院
- 秋葉原院
- AGA新宿院渋谷院 (女性限定)
- 渋谷院
- 表参道院
- 南青山院（女性限定）
- 池袋東口院
- 池袋西口院
- 六本木院
- 赤坂見附院
- 品川院
- 秋葉原院
- 上野院
- 赤羽院
- 北千住院
- 錦糸町院
- 西葛西院（女性限定）
- 豊洲院
- 品川院
- 東京蒲田院
- 恵比寿院
- 自由が丘院
- 二子玉川院
- 立川院
- 町田院
- 湘南歯科クリニック新宿院
- 湘南歯科クリニック池袋院
- 湘南メディカル記念病院
- 新宿近視クリニック
- 六本木レディースクリニック
- 西新宿整形外科クリニック
- 両国駅前内科・透析クリニック

### 関東エリア（東京都以外）
茨城県
- 水戸院

栃木県
- 宇都宮院

群馬県
- 高崎院

神奈川県
- 横浜院
- 横浜東口院
- イオン横浜西口院
- 新横浜院
- 横浜青葉台院
- 川崎院
- 武蔵小杉院
- 新百合ヶ丘院
- 橋本院
- 藤沢院
- 横須賀中央院
- 辻堂アカデミア院
- 湘南歯科クリニック横浜院
- 横浜静脈瘤クリニック

埼玉県
- 大宮東口院
- 大宮西口院
- 川口院
- 所沢院
- 川越院
- 湘南歯科クリニック大宮院

千葉県
- 千葉院
- 千葉センシティ院
- 新浦安院
- 松戸院 (女性限定)
- 柏院
- 湘南歯科クリニック千葉院

### 中部エリア
愛知県
- 名古屋院 (美容・美容歯科)
- 名古屋栄院
- 名古屋駅本院
- 湘南美容皮フ科
- 栄院
- 金山院
- AGA名古屋院
- 豊田院
- 豊橋院

岐阜県
- 岐阜院

静岡県
- 浜松院
- 静岡院
- 静岡南口院

新潟県
- 新潟院
- 長岡院

石川県
- 金沢院

長野県
- 長野院

### 関西エリア
- 京都院
- 京都駅ビル院
- 京都河原町院
- 大阪梅田院
- 大阪駅前院 (女性限定)
- 大阪四ツ橋院
- 大阪京橋院
- 大阪心斎橋院
- 大阪あべの院
- 大阪京橋院
- 大阪堺東院
- 高槻院
- 神戸院
- 神戸三宮院
- 西宮北口院
- 明石院
- 姫路院
- 奈良院
- 和歌山院
- 湘南歯科クリニック大阪心斎橋院
- 湘南メディカルクリニック大阪院
- 湘南歯科クリニック神戸三宮院

### 中国・四国エリア
- 岡山院
- 広島院
- 高松院
- 松山院

### 九州・沖縄エリア
- 福岡院（美容・美容歯科）
- AGA福岡院
- 博多院
- 小倉院
- 久留米院
- 宮崎院
- 熊本院
- 鹿児島院
- 那覇院

### 海外
- ベトナム院
- アーバイン院

## 提供番組

### 現在
- なし

### 過去
- GTO（関西テレビ）
- ロンドンハーツ（テレビ朝日系列）
- マツコ&有吉の怒り新党（テレビ朝日）
- せやねん!（毎日放送）
- ダウンタウンなう（フジテレビ系列）
- 森田一義アワー 笑っていいとも!（フジテレビ）
- 名医のTHE太鼓判!（TBS系列）
- 木曜劇場（フジテレビ系列）

## 関連人物
- 相川佳之
- 永山竜樹（当法人正職員の柔道選手）
- 角田夏実（同上。SBC東京医療大学#柔道部も参照）

## 参照
1. 1 2  “米国NASDAQ上場承認取得および取引開始のお知らせ | SBC Medical Group Holdings” (jp). sbc-holdings.com. 2024年10月13日閲覧。
2. ↑  “企業概要 | SBC Medical Group Holdings” (jp). sbc-holdings.com. 2024年10月13日閲覧。
3. 1 2 3 4 5 6  投資家プレゼンテーション資料 September 2024 - SBCメディカルグループホールディングス
4. 1 2 3 4 5  2023 FinancialStatements - SBCメディカルグループホールディングス
5. ↑  “会社概要 | SBC湘南美容クリニック 2024年新卒採用特設ページ”. sbc-recruit.com. 2024年10月13日閲覧。
6. 1 2 3 4 5  “会社概要 | SBC湘南美容クリニック 2025年新卒採用特設ページ”. sbc-recruit.com. 2024年10月13日閲覧。